# Pristurus carteri
Pristurus carteri — вид геконоподібних ящірок родини Sphaerodactylidae. Мешкає на Аравійському півострові.

## Підвиди
Виділяють два підвиди:
- Pristurus carteri tuberculatus Parker, 1931;
- Pristurus carteri carteri (Gray, 1863).

## Поширення і екологія
Pristurus carteri мешкають на півдні Аравійського півострова, переважно на території Оману, зокрема на острові Масіра, а також в центральному Ємені та на півдні ОАЕ. Вони живуть в пустелях, на кам'янистих рівнинах і плато. Ведуть денний спосіб життя. Відкладають яйця.